# Rosulabryum torquescens
Rosulabryum torquescens är en bladmossart som beskrevs av Magnus Spence 1996. Rosulabryum torquescens ingår i släktet Rosulabryum och familjen Bryaceae. Inga underarter finns listade i Catalogue of Life.